# دوكي درور

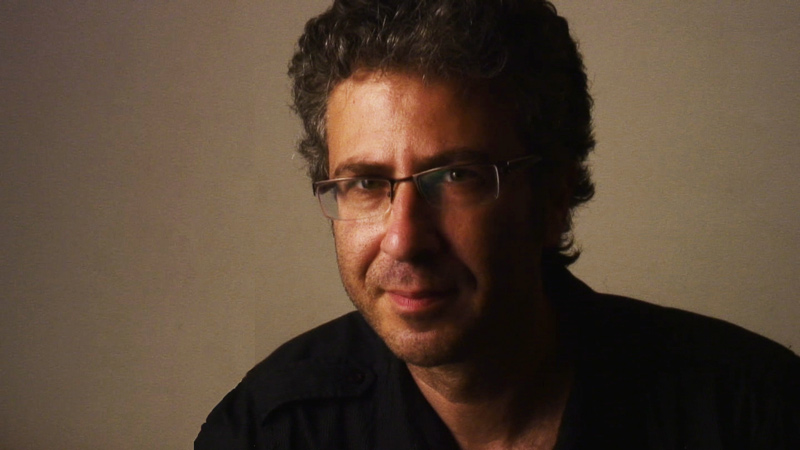
دوكي درور

دوكي (صادوق) درور (درويش) ((بالعبرية: דוקי (צדוק) דרור) هو مخرج سينمائي، كاتب سيناريو، منتج وفنان وثائقي إسرائيلي من أصول عراقية. تتركّز أفلامه حول شتى أمور اجتماعية، ثقافية وتاريخية. صاحب شركة الإنتاج «زايجوت فيلمس».

## الإلهام والتعليم المبكر
ولد درور في تل أبيب لعائلة  يهودية عراقية هاجرت إلى إسرائيل في سنوات الخمسين من القرن العشرون. تعود جذور عائلته إلى بغداد وجزئياً من بيروت.
تعلّم في جامعة كاليفورنيا في لوس أنجلس وهو خرّيج فرع السينما في كولومبيا كولج في شيكاغو. أخرج فيلم Sentenced to Learn (1993) في نهاية دراسته وتم عرضه في في مركز بومبيدو في باريس. يروي الفيلم قصة مدانون لمدى الحياة في السجن، الذين تكفلوا بتعليم أسرى أميين القراءة والكتابة.
بعد إنهاء دراساته عاد درور إلى إسرائيل وتفرّغ للتطرّق إلى مواضيع تخص الهوية الإسرائيلية. في أفلامه الأولى حاول تعريف مسائل الهوية للجيل الثاني من اليهود الآتين من دول عربية. في مدونته السينمائية «فانتازيا مِلكي» (2000) (بالعبرية: فانتازيا شلي، פנטסיה שלי) الذي تدور قصته داخل مصنع الشمعدانات اليهودية (حانوكيا) التابعة لعائلته، في الفترة ما بين حربي الخليج. في الفيلم يواجه درور أبيه العراقي الذي كان سجين في العراق ل-5 سنوات ومنذ ذلك الحين يحاول محو ماضيه. في أفلام أخرى يتطرّق درور إلى الثقافة والموسيقى العربية، منها «تقاسيم» (1999) الذي تم تصويره في القاهرة، و«قهوة نوح» (1996) (بالعبرية: كافيه نواح، קפה נח).
في عام 1998، دخل الصراع الفلسطيني-إسرائيلي إلى أعمال دوكي درور السينمائية. حيث أنتج بالاشتراك مع المخرج الفلسطيني رشيد مشهراوي فيلم بعنوان "Stress"، وهو فيلم وثائقي تجريبي ذو جزئين يحاول تجسيد التوتّر الكامن في مستقبل الطرفين في الصراع. هذا الفيلم كان أول فيلم بإنتاج إسرائيلي-فلسطيني مشترك وقد أنتج بمبادرة من قبل حكومة النرويج ومركز بيريس للسلام.
في عام 2002 صدر فيلم بعنوان «جار الياسوع» والذي يسرد قصة بطل العالم في الملاكمة جوهر أبو لاشين. حاز الفيلم على جوائز عديدة، منها المكان الأول في مهرجان «دوكافيف» واصبح واحد من أوائل الأفلام الوثاقية الإسرائيلة التي حظت بانتشار دولي واسع. عام 2003 أنتج وكتب فيلم «الفردوس المفقود» وهو الفيلم الأول من إخراج إبتسام مراعنة. حاز هذا الفيلم على المكان الثاني في مهرجان «دوكافيف».

## المهرجانات والجوائز
تجربته مع الهجرة والغربة التي غالباً ما تنعكس في أفلامه، أغذت منحى مختلفاً في فيلم عن شاعرة فييتنامية اسمها ڤان نجوين. الفيلم «رحلة ڤان» (2005) افتتح مهرجان السينما الوثائقية في العاصمة سول. شارك الفيلم في عشرات من المهرجانات، من بينهم مهرجان القدس ومهرجان IDFA.
بعد صدور الفيلم «مندلسون، رؤى استمرارية» (2011) بدأ درور بادخال شخصيات تاريخية إلى أفلامه. هنا اكتشف قصة المهندس المعماري اليهودي-ألماني أريخ مندلسون وسردها في فيلم يدمج بين أساليب مختلفة. حاز الفيلم على جوائز قديرة في العالم، من ضمنها جائزة أفضل فيلم فنّي للعام 2012 في مهرجان FILAF الفرنسي. تم العمل على الفيلم لمدّة 7 سنوات وتم تصويره في بولندا، ألمانيا، بريطانيا، إسرائيل والولايات المتّحدة.
في العام 2013 صدر الفيلم «ظل في بغداد» (2013) والذي يرافق الصحفية الإسرائيلية ليندا منوحين وصحفي عراقي في بحثهم عن أبيها الذي إختفت آثاره في بغداد. عًرض الفيلم للمرة الأولي في مهرجان حيفا للسينما وسلّط الضوء على قضية إختفاء المجتمعات اليهودية في الدول العربية.
عام 2014 تم إصدار الفيلم «شراكة مستحيلة» من إخراج دوكي درور وحين شيلاح. يحكي الفيلم عن إمرأتين، إسرائيلية وفلسطينية، بسعيهم إلى تعزيز استقلالهن بواسطة إقامة شركة مشتركة. حاز الفيلم على المكان الأول في مهرجان السينما الوثائقية Golden Panda Award  في سشوان في الصين.
في فترة انطلاق شعبية دونالد ترامب ودعمه لفكرة «إغلاق الإنترنت لمنع فعاليات منظمة الدولة الإسلامية»، صدر فيلم درور باسم "Down the deep, dark web" (2016). يتداول الفيلم مفاهيم الخصوصية في عصر فيه حياة الأفراد متاحة لاستغلال من قِبل الحكومات والشركات الكبرى. الفيلم يكشف أيضاً مخاطر الشبكة المظلمة وصِلتها بتجارة المخدرات، الأسلحة والبيدوفيليا. تم عرض الفيلم في مهرجان السينما في القدس 2016 وبعدها انطلق إلى مهرجانات عالمية عديدة.
في عام 2017 صدرت سلسلة مكونة من أربع حلقات بشراكة دولية inside the Mossad. الفيلم من إخراج دوكي درور ويجلب مقابلات وقصص من شخصيات قيادية في الموساد الإسرائيلي، كما ويكشف الحقيقة ما وراء الأساطير التي تتداول حول الموساد وتأثيره على أحداث تاريخية وسياسية. تم الإنتاج لـHOT8 وقنوات التلفاز الألمانية ARD-WDR  بالتعاون مع  ARTE-TV. بدأ بث السلسلة على Netflix في فبراير 2019.
عام 2020 تم بث المشروع الدولي الجديد من إخراج دوكي درور باسم «لبنان: حدود الدم». وهو فيلم وثائقي واسع النطاق يتناول الأحداث التاريخية التي أدت إلى الفوضي في لبنان ورافقته منذ مطلع السبعينيات من القرن الماضي وحتى يومنا هذا.

## فيلموغرافيا

### مخرج
- 1993 حكم للتعلم
- 1996 راديو المذهول
- 1997 الاعوجاج واللحمة
- 1997 كافيه نوح
- 1998 شنكين - شارع الإيمان
- 1998 الإجهاد
- 1999 تقاسيم
- 1999 المشاعر الحمراء
- 2000 حارس
- 2001 بلدي فانتازيا
- 2002 جار الياسوع
- 2004 السيد كورتيزون أيام سعيدة
- 2005 رحلة فان نجوين
- 2007 سايد ووك
- 2009 عبر النهر
- 2011 مندلسون، رؤى استمرارية
- 2013 ظل في بغداد
- 2014 شراكة مستحيلة
- 2016 أسفل الشبكة العميقة والمظلمة
- 2017 داخل الموساد (مسلسل تلفزيوني)
- 2018 داخل الموساد (الفيلم)
- 2020 لبنان: حدود الدم